# Demetrio Paleologo
Demetrio Paleologo (in greco Δημήτριος Παλαιολόγος?, Dēmētrios Palaiologos; Costantinopoli, 1407 – Adrianopoli, 1470) fu despota della Morea dal 1449 al 1460 condividendo tale potere con il fratello Tommaso Paleologo, precedentemente consigliere (titolo bizantino) di Lemno dal 1422 al 1440 e di Mesembria dal 1440 al 1451.
Sarebbe stato il legittimo rivendicatore al trono di Bisanzio dopo il 1453, fino a quando nel 1460 si alleò con gli ottomani contro suo fratello Tommaso despota della Morea, e per questo perse il titolo che aveva di diritto visto che si era alleato con gli infedeli. Appartenente alla Dinastia dei Paleologi, Demetrio Paleologo era il quintogenito (non contando i figli morti da bambini) dell'Imperatore bizantino Manuele II Paleologo e di sua moglie, Elena Dragaš. Il nonno materno di Demetrio era il principe serbo Costantino Dragaš e i suoi fratelli furono gli imperatori bizantini Giovanni VIII Paleologo e Costantino XI Paleologo, i despoti della Morea, Teodoro II Paleologo e Tommaso Paleologo e il despota di Tessalonica Andronico Paleologo.

## Biografia

### Despota di Lemno
Suo padre Manuele II lo nominò despota. Ma l'ambizione di questo figlio condusse a un conflitto di caratteri nella famiglia Imperiale. Demetrio rimase scontento anche se aveva ricevuto il possesso dell'isola di Lemno (nel 1422) e si rifiutò di vivere là, fuggendo alla corte del re Sigismondo d'Ungheria (1423) e chiedendo protezione a quest'ultimo contro i suoi fratelli. Demetrio passò più di un anno della sua vita alla corte ungherese, fino a quando non tornò a Lemno nel 1425, dove visse in pace per una decina di anni.
Nel 1437 fece parte del seguito di suo fratello, l'imperatore Giovanni VIII, per partecipare al Concilio di Basilea, Ferrara e Firenze. Questo concilio, svoltosi in tre fasi e in tre città diverse, costituì un tentativo di riunire la Chiesa cattolica romana con la Chiesa ortodossa orientale e ufficialmente il tentativo riuscì, ma la decisione fu di fatto smentita dal popolo bizantino, che non ne voleva sapere della fede cattolica. Contestato dal seguito di Giovanni VIII, Demetrio se ne andò prima della fine del concilio e partì nel 1439 senza l'Imperatore suo fratello, il che costituiva un segno di sfida a Giovanni VIII, il quale non avrebbe potuto sorvolare su tale comportamento di Demetrio.

### Despota di Mesembria e di Selimbria
Per il suo comportamento scorretto, l'imperatore Giovanni VIII gli tolse Lemno, e gli assegnò un'isola più distante dalla capitale, Mesembria sul Mar Nero, dal 1440. Demetrio, per vendicarsi di questo semi-esilio, nel 1442 si alleò con gli ottomani, che ormai circondavano Costantinopoli. Demetrio voleva un punto di controllo più strategico in confronto a quello in cui trovava al momento, quindi gli ottomani gli proposero di governare Selimbria, una cittadina a una sessantina di chilometri da Costantinopoli. Demetrio si riappacificò con suo fratello e Selimbria tornò sotto il controllo dei bizantini, ma per Costantino XI Paleologo e Teodoro II Paleologo questo non andava bene, poiché il fratello era molto più vicino di loro alla capitale, e in caso che all'Imperatore fosse successo qualcosa, Demetrio avrebbe potuto approfittarne per prendere il trono dei basileis.

### Il tentativo di usurpare il trono
Il 31 ottobre del 1448, Giovanni VIII di Bisanzio morì, mentre il suo erede designato, Costantino XI Paleologo, era in Morea, despota di quella zona. Usando la sua posizione vantaggiosa di prossimità a Costantinopoli, e forte dell'appoggio ottomano da parte del sultano Murad II, Demetrio provò a organizzare un colpo di Stato per salire sul trono di Bisanzio, ma il tentativo non andò a buon fine. Il fallimento di Demetrio fu principalmente dovuto all'intervento della madre Elena Dragaš, che non sopportava i comportamenti da seminatore di zizzania del figlio, e riteneva che questi non meritasse il trono, mentre il suo terzogenito (non contando i due morti bambini) aveva un carattere pacifico, che fino ad allora aveva tenuto tra i membri della famiglia dei Paleologi mentre tutto l'inverso era il comportamento di Demetrio. Nel 1449 giunse a Costantinopoli il nuovo imperatore Costantino XI di Bisanzio che, per liberarsi del fratello Demetrio, lo nominò Despota della Morea, insieme con il fratello Tommaso.

### Despota della Morea

Cartina del Despotato di Morea, nel 1459.

Dopo la caduta di Costantinopoli (29 maggio 1453), avvenuta per opera del sultano Mehmed II, la Morea era rimasta l'unica zona ancora in mano all'Impero bizantino, dov'erano co-despoti i due fratelli Demetrio Paleologo e Tommaso Paleologo. La caduta della capitale segnò la ribellione della famiglia dei Cantacuzeni, penultima famiglia Imperiale bizantina, che tentarono di impossessarsi del potere dell'ultima provincia ancora in mano bizantina. Manuele Cantacuzeno, nipote di Demetrio I Cantacuzeno, fu il capo della rivolta che ebbe inizio nel 1453, subito dopo la caduta di Costantinopoli.
Soltanto nel corso del 1454 le forze dei fratelli Paleologi sconfissero i ribelli. Tommaso minacciava di togliere il potere al fratello maggiore Demetrio, e gli sarebbe stato possibile, visto che nella Morea era Tommaso a essere conosciuto e apprezzato. Allora Demetrio, vedendosi ormai vinto, andò dal sultano ottomano Mehmed II per chiedergli che invadesse la Morea, visto che il fratello Tommaso era un "ribelle" e non voleva più pagare il tributo al sultano. Il sultano condusse quindi un esercito in Morea e la conquistò: in teoria Demetrio avrebbe dovuto essere nominato dal sultano despota della Morea.

### Al servizio degli ottomani e la morte
Tommaso fuggì con la sua famiglia a Roma, non volendo morire come il fratello Costantino, Mehmed rifiutò di restituire la Morea a Demetrio affermando:
(Mehmet II)
Tuttavia il sultano nominò Demetrio esattore delle tasse in suo nome, e i territori assegnatigli erano: Imbro, Lemno, Samotracia e Taso, isole dell'Egeo. Il sultano gli assegnò poi un palazzo ad Adrianopoli nel quale poteva abitare e avere servi.
Demetrio visse nella prigionia onoraria fino a che, nel 1467, non perse la benevolenza di Mehmed II. Allora fu esiliato a Didymoteicho fino al 1469, poi fu riammesso alla corte turca di Costantinopoli, ma si ammalò nel corso dell'anno seguente. Nel 1470 morì sua moglie, egli prese l'abito monacale cambiando il proprio nome in quello di "Davide", prima di morire nello stesso anno.

## Famiglia
Demetrio Paleologo si sposò tre volte, la prima volta con la figlia di Strabomytes Cantacuzeno, morta prima del 1435, la seconda con Zoe Paraspondyle, morta nel 1436, e la terza con Teodora Asanina, nel 1441, figlia di Paolo Asanes della dinastia Asen. Ebbe un'unica figlia, nata da Teodora:
- Elena Paleologa (1442 - 1469), sposò il sultano Mehmed II nel 1460 (dopo un'offerta iniziale nel 1458). Tuttavia l'unione non fu mai consumata, pare perché che il sultano temeva che lei lo avvelenasse nel sonno. Di conseguenza, visse nel lusso ma in solitudine a Edirne fino alla morte.

## Demetrio nella pittura italiana
Secondo la storica dell'arte Silvia Ronchey Demetrio sarebbe stato rappresentato nella Cappella dei Magi di Benozzo Gozzoli (Palazzo Medici Riccardi, Firenze) nelle vesti del Mago più giovane, quello che spesso viene indicato come un ritratto idealizzato di Lorenzo il Magnifico. Ad avvalorare la sua tesi ci sono una serie di riscontri iconografici e storici: innanzitutto con Demetrio si chiuderebbe compiutamente l'interpretazione "bizantina" del corteo dei Magi, che vede negli altri due magi suo fratello Giovanni e il patriarca di Costantinopoli Giuseppe II. Il corteo di Benozzo rappresenterebbe infatti il corteo dei delegati bizantini, seguendo anche l'ordine effettivo con il quale essi arrivarono a Firenze. Inoltre il ritratto di Lorenzo adolescente, ben più fisionomicamente somigliante, si troverebbe nel corteo della parete est, con indosso un berretto rosso (aveva circa 15 anni), vicino al fratello bambino Giuliano, che all'epoca aveva 6 anni.

## Ascendenza
|                      |              |                           | Genitori                  |  |  | Nonni |  |  | Bisnonni                |  |  | Trisnonni            |  |
|                      |              |                           |                           |  |  |       |  |  | Andronico III Paleologo |  |  | Michele IX Paleologo |  |
|                      |              |                           |                           |  |  |       |  |  | Andronico III Paleologo |  |  | Michele IX Paleologo |  |
|                      |              | Rita d'Armenia            |                           |  |  |       |  |  | Andronico III Paleologo |  |  |                      |  |
| Giovanni V Paleologo |              |                           |                           |  |  |       |  |  | Andronico III Paleologo |  |  |                      |  |
|                      |              | Anna di Savoia            | Amedeo V di Savoia        |  |  |       |  |  |                         |  |  |                      |  |
|                      |              | Anna di Savoia            | Amedeo V di Savoia        |  |  |       |  |  |                         |  |  |                      |  |
|                      |              | Anna di Savoia            | Maria di Brabante         |  |  |       |  |  |                         |  |  |                      |  |
| Manuele II Paleologo |              | Anna di Savoia            |                           |  |  |       |  |  |                         |  |  |                      |  |
|                      |              | Giovanni VI Cantacuzeno   | Michele Cantacuzeno       |  |  |       |  |  |                         |  |  |                      |  |
|                      |              | Giovanni VI Cantacuzeno   | Michele Cantacuzeno       |  |  |       |  |  |                         |  |  |                      |  |
|                      |              | Giovanni VI Cantacuzeno   | Angela Cantacuzena        |  |  |       |  |  |                         |  |  |                      |  |
| Elena Cantacuzena    |              | Giovanni VI Cantacuzeno   |                           |  |  |       |  |  |                         |  |  |                      |  |
|                      |              | Irene Asanina             | Andronikos Asen           |  |  |       |  |  |                         |  |  |                      |  |
|                      |              | Irene Asanina             | Andronikos Asen           |  |  |       |  |  |                         |  |  |                      |  |
|                      |              | Irene Asanina             | Tarchaneiotissa           |  |  |       |  |  |                         |  |  |                      |  |
| Demetrio Paleologo   |              | Irene Asanina             |                           |  |  |       |  |  |                         |  |  |                      |  |
|                      | Dejan Dragaš | Dragimir                  |                           |  |  |       |  |  |                         |  |  |                      |  |
|                      | Dejan Dragaš | Dragimir                  |                           |  |  |       |  |  |                         |  |  |                      |  |
|                      | Dejan Dragaš | …                         |                           |  |  |       |  |  |                         |  |  |                      |  |
| Costantino Dragaš    | Dejan Dragaš |                           |                           |  |  |       |  |  |                         |  |  |                      |  |
|                      |              | Teodora di Serbia         | Stefano Uroš III Dečanski |  |  |       |  |  |                         |  |  |                      |  |
|                      |              | Teodora di Serbia         | Stefano Uroš III Dečanski |  |  |       |  |  |                         |  |  |                      |  |
|                      |              | Teodora di Serbia         | Teodora di Bulgaria       |  |  |       |  |  |                         |  |  |                      |  |
| Elena Dragaš         |              | Teodora di Serbia         |                           |  |  |       |  |  |                         |  |  |                      |  |
|                      |              | Alessio III di Trebisonda | Basilio di Trebisonda     |  |  |       |  |  |                         |  |  |                      |  |
|                      |              | Alessio III di Trebisonda | Basilio di Trebisonda     |  |  |       |  |  |                         |  |  |                      |  |
|                      |              | Alessio III di Trebisonda | Irene di Trebisonda       |  |  |       |  |  |                         |  |  |                      |  |
| Eudocia Comnena      |              | Alessio III di Trebisonda |                           |  |  |       |  |  |                         |  |  |                      |  |
|                      |              | Teodora Cantacuzena       | Niceforo Cantacuzeno      |  |  |       |  |  |                         |  |  |                      |  |
|                      |              | Teodora Cantacuzena       | Niceforo Cantacuzeno      |  |  |       |  |  |                         |  |  |                      |  |
|                      |              | Teodora Cantacuzena       | …                         |  |  |       |  |  |                         |  |  |                      |  |
|                      |              | Teodora Cantacuzena       |                           |  |  |       |  |  |                         |  |  |                      |  |